# Ольшувка (Мазовецьке воєводство)
Ольшувка (пол. Olszówka) — село в Польщі, у гміні Мщонув Жирардовського повіту Мазовецького воєводства.
Населення — 78 осіб (2011).
У 1975-1998 роках село належало до Скерневицького воєводства.

## Демографія
Демографічна структура станом на 31 березня 2011 року:
|          | Загалом | Допрацездатний вік | Працездатний вік | Постпрацездатний вік |
| -------- | ------- | ------------------ | ---------------- | -------------------- |
| Чоловіки | 41      | 10                 | 26               | 5                    |
| Жінки    | 37      | 6                  | 23               | 8                    |
| Разом    | 78      | 16                 | 49               | 13                   |